# Jasień (powiat staszowski)
Jasień – wieś sołecka w Polsce położona w województwie świętokrzyskim, w powiecie staszowskim, w gminie Staszów. Leży przy drodze ze Staszowa do Kielc, blisko Woli Osowej.
W latach 1975–1998 miejscowość należała administracyjnie do województwa tarnobrzeskiego.
Przed II wojną światową na jej terenie znajdowała się duża papiernia, która w czasie działań wojennych została zniszczona.
Miejscowość znajduje się na odnowionej trasie Małopolskiej Drogi św. Jakuba z Sandomierza do Tyńca, która to jest odzwierciedleniem dawnej średniowiecznej drogi do Santiago de Compostela.

## Współczesne części wsi
Poniżej w tabeli 1 integralne części wsi Jasień (0807375) z aktualnie przypisanym im numerem SIMC (zgodnym z Systemem Identyfikatorów i Nazw Miejscowości) z katalogu TERYT (Krajowego Rejestru Urzędowego Podziału Terytorialnego Kraju).
| SIMC    | Nazwa     | Rodzaj     |
| ------- | --------- | ---------- |
| 1019438 | Kasztelan | kolonia    |
| 0807381 | Nowakówka | przysiółek |
| 1019504 | Wygoda    | przysiółek |

## Dawne części wsi – obiekty fizjograficzne
W latach 70. XX wieku przyporządkowano i opracowano spis lokalnych części integralnych dla Jasienia zawarty w tabeli 2.

| Nazwa wsi – miasta | Nazwy części wsi – miasta                                               | Nazwy obiektów fizjograficznych – charakter obiektu |
| ------------------ | ----------------------------------------------------------------------- | --- |
| I. Gromada CHAŃCZA |                                                                         | |
| 1. Jesień          | 1. Dąbrówka 2. Dół 3. Góra 4. Kasztelan 5. Nowakówka 6. Osowe 7. Wygoda | 1. Góry — pole, pastwisko 2. Janików — łąka, pole 3. Jedlanka — łąka leśna 4. Kasztelan — pole 5. Kotuszowskie Lasy — las 6. Nowakówka — pole 7. Nowakówki — pole 8. Ogrody — łąka, pole 9. Osowe — pole 10. Piece — pastwisko, kamieniołomy 11. Pod Wolą — pole 12. Skała — młody las 13. Wygoda — pole 14. Za Górami — pole, łąka |

## Etymologia
Według nazw miejscowych Polski nazwa Jasień może pochodzić od nazwy drzewa - „Jasionem” zwano Jesion.

## Historia
Według spisu powszechnego z roku 1921 w Jasieniu było 61 domów i 361 mieszkańców